# Къща на Петър Винаров
Къщата на Петър Винаров се намира на ул. Славянска № 5 в Русе.
Построена е за бившия кмет Петър Винаров по проект в стил сецесион на инж. арх. Тодор Петров през 1921 г. В плана са предвидени магазини на партера, кантори на следващите 2 етажа, със сутерен и таван, до който водят стълби. Само 3 години след построяванатео на къщата Винаров я продава на Панайот Христов и Мириц Ошоя Германов през 1924 г.
Съседи на имота са все известни русенци: Георги Тодоров, Михаил Хаджикостов, Станка Губиделникова и Иваница Сп. Симеонов. Според налични документи, свързани с къщата, по-късно тя става собственост на 7 евреи, след което е откупена от самостоятелен собственик. Къщата е национализирана и предадена на „Жилфонд“ през 1947 г. След преустройство в нея е открит магазин на „Кореком“ през 1986 г.